# Jutaka Tanijama
Jutaka Tanijama (japonsky: 谷山 豊; 12. listopadu 1927 – 17. listopadu 1958 Kisai (騎西町), prefektura Saitama) byl japonský matematik.

## Vědecká práce
Ve své vědecké práci studoval automorfní vlastnosti L-funkcí eliptických křivek nad libovolnou číselnou množinou. Je spoluautorem Tanijamovy–Šimurovy domněnky.
V roce 1986 dokázal Keneth Alan Ribet, že pokud by platila Tanijamova–Šimurova domněnka, dokazovalo by to zároveň platnost Velké Fermatovy věty. Domněnka byla za výrazného přispění Andrewa Wilese v roce 1999 dokázána a otevřela bránu k důkazu Velké Fermatovy věty, který představil právě Wiles.

## Publikace
- Complex multiplication of Abelian varieties and its applications to number theory[3]
- The complete works of Yutaka Taniyama[4]
- Taniyama Yutaka zenshū[5][6]
- Kindaiteki seisūron[7]